# Jacques-Louis d'Estrebay
Pour les articles homonymes, voir Estrebay (homonymie).
Jacques-Louis d'Estrebay (né à Estrebay en 1481- mort en 1550), dit Jacobo Lodoico Strebæo ou Strebæus, est un penseur humaniste.

## Biographie
Il naquit dans un milieu très pauvre mais des personnes généreuses l'ayant remarqué l'envoyèrent étudier à Paris. 
Selon l'historien rémois Guillaume Marlot, il occupait dès l'année 1500 la chaire de rhétorique de l'école de Reims, qui n'était alors pas encore érigée en université.

Il fut appelé au Collège Sainte-Barbe de Paris en 1529, où il professa la rhétorique.

Il passa ensuite quelques années auprès de Jean Le Veneur, cardinal et évêque de Lisieux, qui lui avait confié l'éducation de ses petits-neveux, et à qui il dédia son traité de Electione et oratoria collocatione verborum. A la fin de sa vie, ruiné, il exerça le métier de prote ; il y aurait perdu la vue, et serait mort dans le besoin vers 1550.

## Ses œuvres
- De verborum electione et collocatione oratoria, ad D. Ioannem Venatorem Cardinalem, libri duo, 1539, 324 p.
- M. T. Ciceronis de partitione oratoria dialogus, Jacobi Lodoici Strebaei commentariis ab ipso authore recognitis illustratus, 1539
- Compendium libri secundi, tertri et quinti Institutionum oratoriarum M. Fabii Quintiliani